# Streltsi (distrikt i Bulgarien, Sliven)
Streltsi (bulgariska: Стрелци) är ett distrikt i Bulgarien.   Det ligger i kommunen Obsjtina Kotel och regionen Sliven, i den centrala delen av landet, 240 km öster om huvudstaden Sofia.
Omgivningarna runt Streltsi är en mosaik av jordbruksmark och naturlig växtlighet. Runt Streltsi är det ganska glesbefolkat, med 26 invånare per kvadratkilometer.